# Geary (Oklahoma)
Geary es una ciudad ubicada en los condados de Blaine y Canadian en el estado estadounidense de Oklahoma. En el año 2010 tenía una población de 	1280 habitantes y una densidad poblacional de 512 personas por km².

## Geografía
Geary se encuentra ubicada en las coordenadas 35°37′46″N 98°19′5″O / 35.62944, -98.31806 (35.629486, -98.318176).

## Demografía
Según la Oficina del Censo en 2000 los ingresos medios por hogar en la localidad eran de $23,088 y los ingresos medios por familia eran $28,409. Los hombres tenían unos ingresos medios de $23,021 frente a los $16,667 para las mujeres. La renta per cápita para la localidad era de $10,538. Alrededor del 24.9% de la población estaban por debajo del umbral de pobreza.